# Торнтон (Ајова)
Торнтон (енгл. Thornton) град је у америчкој савезној држави Ајова. По попису становништва из 2010. у њему је живело 422 становника.

## Демографија
Према попису становништва из 2010. у граду је живело 422 становника, што је 0 (0,0%) становника више него 2000. године.
| Група             | 2000.       | 2010.       |
| Белци             | 414 (98,1%) | 415 (98,3%) |
| Афроамериканци    | 0 (0,0%)    | 2 (0,5%)    |
| Азијати           | 0 (0,0%)    | 0 (0,0%)    |
| Хиспаноамериканци | 5 (1,2%)    | 3 (0,7%)    |
| Укупно            | 422         | 422         |